# God (grupo musical)
god (en hangul: 지오디) es un grupo de música K-pop. El nombre es un acrónimo de Groove Over Dose. god fue uno de los primeros grupos que pudo tener un álbum con un millon seller (millón de ventas) en el género K-pop.[cita requerida] Tras la separación de la banda, los integrantes continuaron sus carreras como solistas pero anunciaron su regreso como banda en 2014, y en junio lanzaron su octavo álbum de estudio.

## Carrera
El grupo debutó con el sencillo «어머님께» («To Mother»). El video musical contó con la participación del actor Jang Hyuk. Luego de ganar el Daesang por la multimillonaria venta de su cuarto álbum, ellos iniciaron un «100-day Human Concert» donde todos los presentaciones se agotaron y cada día tenía una temática diferente.[cita requerida]
Los cinco miembros aparecieron en una serie de televisión coreana, su papel era actuar como una familia que cuidaba un pequeño niño llamado Han Jae Min. Cada uno de ellos tenía un deber (ej: Son Ho Young actuó como la 'mamá' y Park Joon Hyung como el 'papá').[cita requerida]

## Miembros
| Miembros         | Miembros         | Miembros             | Miembros             | Miembros                          | Miembros                                  |  |
| Nombre artístico | Nombre artístico | Nombre de nacimiento | Nombre de nacimiento | Fecha de nacimiento               | Lugar de nacimiento                       |  |
| Romanización     | Hangul           | Romanización         | Hangul               | Fecha de nacimiento               | Lugar de nacimiento                       |  |
| ---------------- | ---------------- | -------------------- | -------------------- | --------------------------------- | ----------------------------------------- |  |
| Park Joon Hyung  | 박준형           | Park Joon Huyng      | 박준형               | 20 de julio de 1969 (55 años)     | Seúl, Corea del Sur                       |  |
| Yoon Kye-sang    | 윤계상           | Yoon Kye Sang        | 윤계상               | 20 de diciembre de 1978 (46 años) | Seúl, Corea del Sur                       |  |
| Danny Ahn        | 데니 안          | Ahn Shin Won         | 안신원               | 22 de diciembre de 1978 (46 años) | Seúl, Corea del Sur                       |  |
| Son Ho Young     | 손호영           | Son Ho Yonug         | 손호영               | 26 de marzo de 1980 (44 años)     | Yongsan-gu, Seúl, Corea del Sur           |  |
| Kim Tae Woo      | 김태우           | Kim Tae Woo          | 김태우               | 12 de mayo de 1981 (43 años)      | Gumi, Gyeongsang del Norte, Corea del Sur |  |

## Discografía

### Álbumes de estudio
- 1999: Chapter 1 - Ventas: 1,600,071+[1]
- 1999: Chapter 2 - Ventas: ,2,785,617[2]
- 2000: Chapter 3 Lies - Ventas:  824,278[3]
- 2001: Chapter 4 Road - Ventas:  713,056 - 2,340,000[4]
- 2002: Chapter 5 Letter - Ventas:  1,630,238[5]
- 2004: An Ordinary Day - Ventas:  4,131,897[6]
- 2005: Into the Sky - Ventas:  6,097,517[7]
- 2014: Chapter 8 - ventas: 8,048,679

### DVD
- 2001 Live Concert

## Premios de shows musicales

### Inkigayo
El 15 de julio de 2012, Ingikayo eliminó este ranking y el sistema de premiación.
| Año  | Fecha           | Canción                                               |
| ---- | --------------- | ----------------------------------------------------- |
| 2000 | 9 de enero      | 사랑해 그리고 기억해 (Love and Memory)                |
| 2000 | 5 de marzo      | 애수 (Sorrow)                                         |
| 2000 | 12 de marzo     | 애수 (Sorrow)                                         |
| 2000 | 19 de marzo     | 애수 (Sorrow)                                         |
| 2000 | 9 de abril      | Friday Night                                          |
| 2000 | 16 de abril     | Friday Night                                          |
| 2000 | 23 de abril     | Friday Night                                          |
| 2000 | 3 de diciembre  | 거짓말 (Lies)                                         |
| 2000 | 10 de diciembre | 거짓말 (Lies)                                         |
| 2000 | 17 de diciembre | 거짓말 (Lies)                                         |
| 2001 | 4 de febrero    | 니가 필요해 (I Need You)                              |
| 2001 | 11 de febrero   | 니가 필요해 (I Need You)                              |
| 2001 | 9 de diciembre  | 길 (Road)                                             |
| 2001 | 16 de diciembre | 길 (Road)                                             |
| 2001 | 23 de diciembre | 길 (Road)                                             |
| 2002 | 27 de enero     | 니가 있어야 할 곳 (Place Where You Need To Be)        |
| 2002 | 3 de febrero    | 니가 있어야 할 곳 (Place Where You Need To Be)        |
| 2002 | 10 de febrero   | 니가 있어야 할 곳 (Place Where You Need To Be)        |
| 2003 | 2 de marzo      | 0%                                                    |
| 2005 | 9 de enero      | 보통날 (An Ordinary Day)                              |
| 2005 | 16 de enero     | 보통날 (An Ordinary Day)                              |
| 2005 | 30 de enero     | 반대가 끌리는 이유 (The Reason Why Opposites Attract) |
| 2005 | 6 de febrero    | 반대가 끌리는 이유 (The Reason Why Opposites Attract) |
| 2005 | 13 de febrero   | 반대가 끌리는 이유 (The Reason Why Opposites Attract) |
| 2005 | 4 de diciembre  | 2♡                                                    |

### M! Countdown
| Año  | Fecha       | Canción                    |
| ---- | ----------- | -------------------------- |
| 2005 | 27 de enero | 보통날 ("An Ordinary Day") |

### Music Bank (Show de T.V)
| Año  | Fecha           | Canción                                |
| ---- | --------------- | -------------------------------------- |
| 2000 | 1 de febrero    | 사랑해 그리고 기억해 (Love and Memory) |
| 2000 | 7 de marzo      | 애수 (Sorrow)                          |
| 2000 | 14 de marzo     | 애수 (Sorrow)                          |
| 2000 | 11 de abril     | Friday Night                           |
| 2000 | 18 de abril     | Friday Night                           |
| 2000 | 25 de abril     | Friday Night                           |
| 2000 | 30 de noviembre | 거짓말 (Lies)                          |
| 2000 | 7 de diciembre  | 거짓말 (Lies)                          |
| 2000 | 14 de diciembre | 거짓말 (Lies)                          |

### Music Camp
| Año  | Fecha           | Canción                                               |
| ---- | --------------- | ----------------------------------------------------- |
| 2000 | 25 de noviembre | 거짓말 (Lies)                                         |
| 2000 | 9 de diciembre  | 거짓말 (Lies)                                         |
| 2000 | 16 de diciembre | 거짓말 (Lies)                                         |
| 2001 | 27 de enero     | 니가 필요해 (I Need You)                              |
| 2001 | 3 de febrero    | 니가 필요해 (I Need You)                              |
| 2001 | 1 de diciembre  | 길 (Road)                                             |
| 2001 | 8 de diciembre  | 길 (Road)                                             |
| 2001 | 15 de diciembre | 길 (Road)                                             |
| 2001 | 22 de diciembre | 길 (Road)                                             |
| 2002 | 2 de febrero    | 니가 있어야 할 곳 (Place Where You Need To Be)        |
| 2002 | 9 de febrero    | 니가 있어야 할 곳 (Place Where You Need To Be)        |
| 2005 | 22 de enero     | 보통날 ("An Ordinary Day")                            |
| 2005 | 29 de enero     | 보통날 ("An Ordinary Day")                            |
| 2005 | 19 de febrero   | 반대가 끌리는 이유 (The Reason Why Opposites Attract) |
| 2005 | 5 de marzo      | 반대가 끌리는 이유 (The Reason Why Opposites Attract) |
| 2005 | 19 de noviembre | 2♡                                                    |
| 2005 | 26 de noviembre | 2♡                                                    |
| 2005 | 3 de diciembre  | 2♡                                                    |
| 2005 | 10 de diciembre | 2♡                                                    |

## Filmografía

### Programas de variedades
| Año  | Programa             | Episodios             | Notas                                  |
| ---- | -------------------- | --------------------- | -------------------------------------- |
| 2016 | I Can See Your Voice | Ep. #10 (temporada 3) | invitados - Son Ho Young y Kim Tae Woo |